# Porrima (ster)
Porrima (gamma Virginis) is een ster in het sterrenbeeld Maagd (Virgo). Het is een dubbelster met twee ongeveer gelijke componenten. Omlooptijd is ca. 169 jaar. Normaal gesproken zijn de twee sterren makkelijk te scheiden in een amateurtelescoop maar recentelijk, door de zeer elliptische baan, zijn ze nauwelijks van elkaar te onderscheiden, zelfs in grotere telescopen. De dichtste nadering tussen de twee sterren heeft vermoedelijk voorjaar 2005 plaatsgevonden.
De ster staat ook bekend als Arich in Becvar.